# Пыгари
Пыгари (эст. Põgari-Sassi) — деревня в бывшей волости Ридала уезда Ляэнемаа в Эстонии.

## Природа
Расположена на территории национального парка Матсалу.
Прибрежные луга в окрестностях — важный пункт на пути миграции птиц.

## Транспорт
Через населённый пункт проходит автодорога 16112 (Тууру — Пуйзе). Организовано автобусное сообщение с административным центром Хаапсалу.

## История
До 1977 года носила название Пыгари-Сасси. Во время административной реформы 1977 года получила новое название — Пыгари. С января 1998 года прежнее название, Пыгари-Сасси, было возвращено.
22 сентября 1944 в Пыгари-Сасси в молельном доме состоялось последнее заседание эстонского национального правительства Отто Тиифа. Через 55 лет, 22 сентября 1999 года, на стене этого дома была открыта мемориальная доска в память того исторического события. 18 сентября 2014 года правительство Таави Рыйваса провело в этом здании выездное заседание.
После административной реформы 2017 года волость Ридала слита с Хаапсалу.

## Достопримечательности

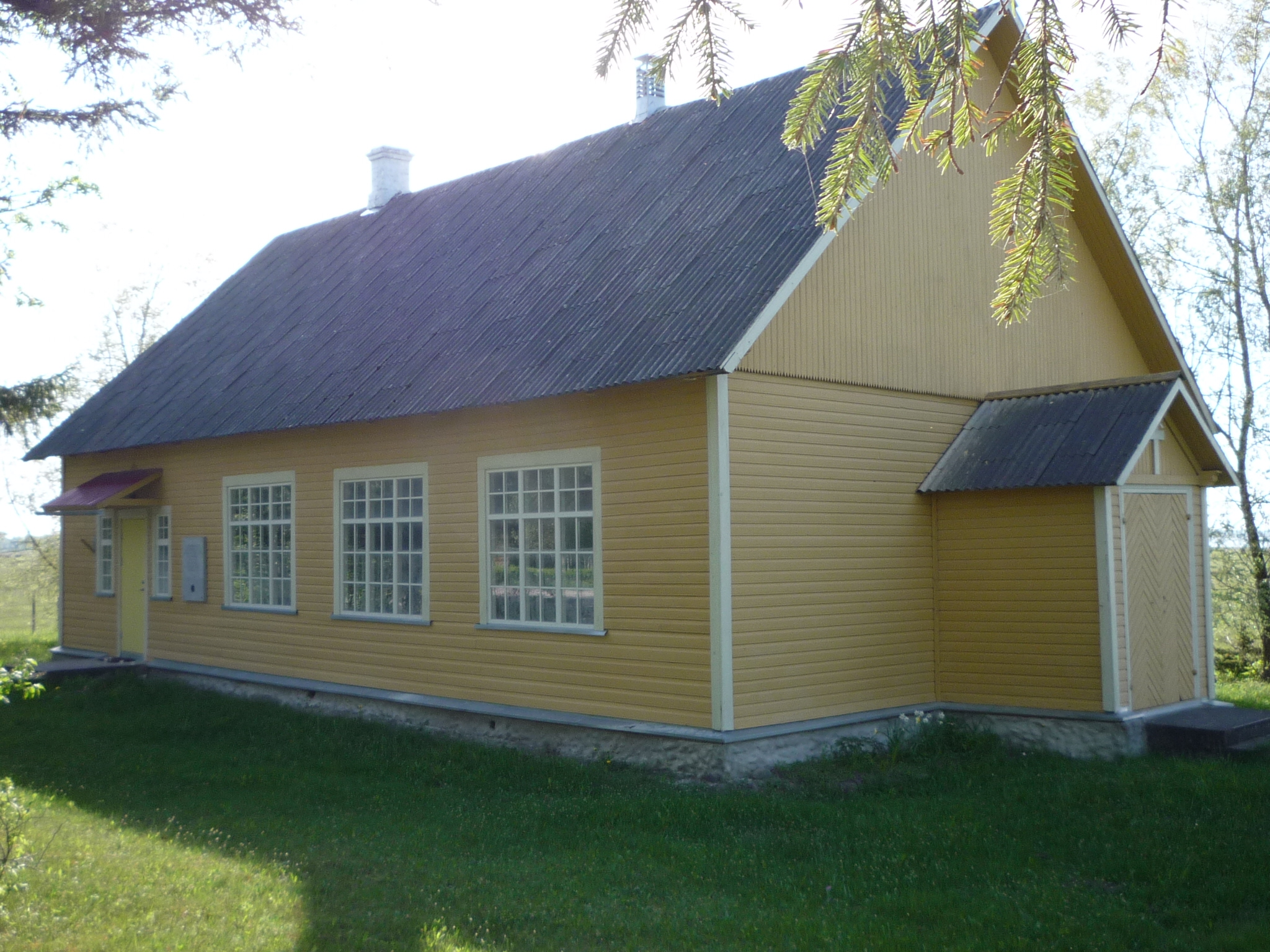
Молельный дом

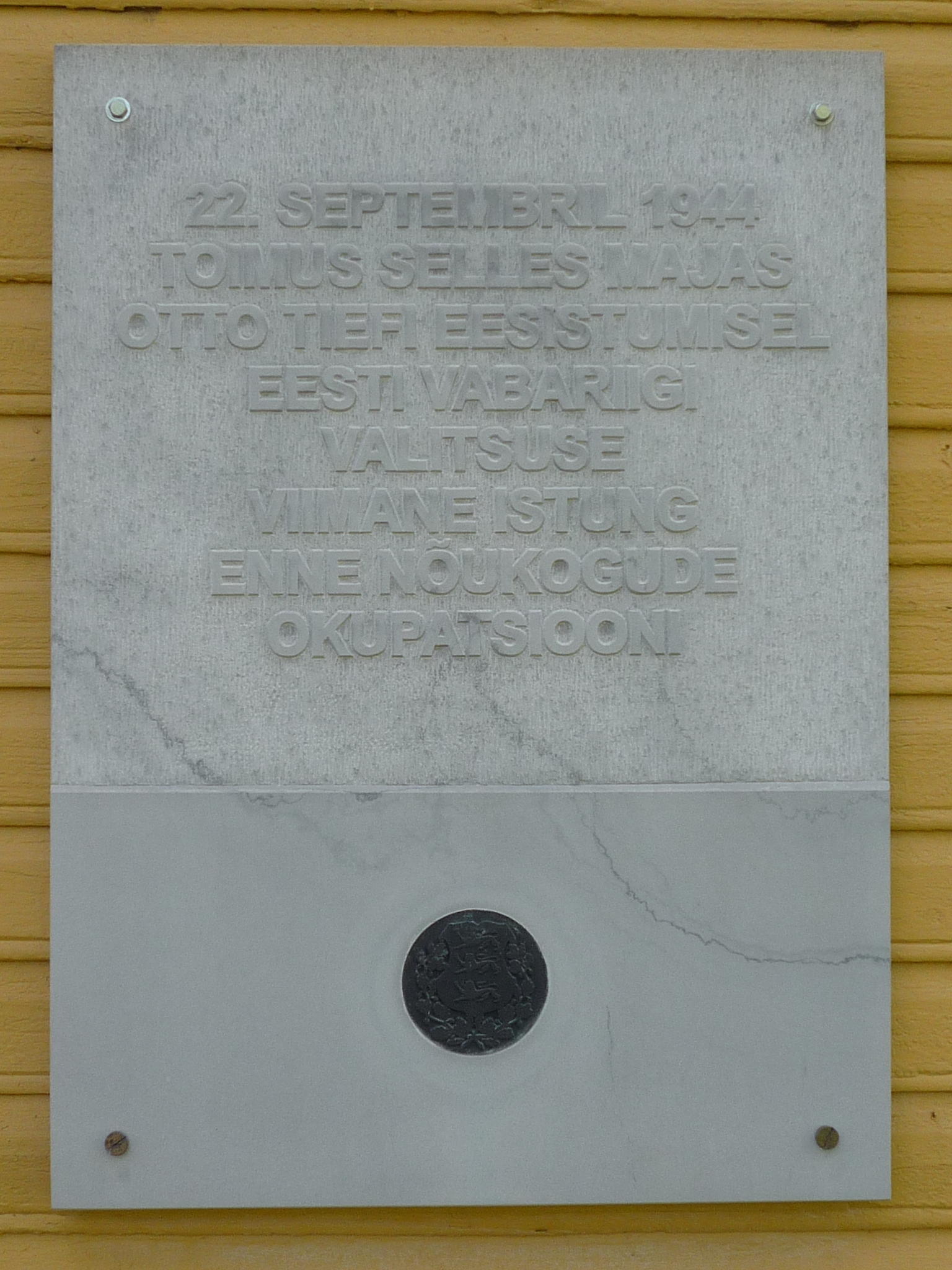
Мемориальная доска в память 22 сентября 1944

Молельный дом (1930?)

## Население
По состоянию на 31 декабря 2011 года в деревне проживает 13 человек.